# Tadeusz Michalik
Tadeusz Michalik (ur. 16 lutego 1991 w Jasieńcu) – polski zapaśnik, brązowy medalista olimpijski z Tokio, brązowy medalista Mistrzostw Europy z 2016.
Reprezentuje klub KS Sobieski Poznań a jego trenerem jest Włodzimierz Zawadzki. Jest żołnierzem Sił Zbrojnych RP w stopniu starszego szeregowego specjalisty.
Od 2024 roku jest on również radnym gminy Czerwonak.

## Kariera
Jest wychowankiem klubu Orlęta Trzciel, gdzie stawiał pierwsze kroki pod okiem trenera Mieczysława Kurysia. Dalszą karierę kontynuował w Argosie Żary, gdzie jego pierwszym poważnym startem w zawodach był I Puchar Polski 2009 w Kartuzach pod okiem trenera Sławomira Tabaczka.
W 2010 Tadeusz zmienił barwy klubowe przenosząc się do KS Sobieski Poznań gdzie jego trenerami byli Jacek Świtała, Radosław Sikorski oraz Grzegorz Szałkowski.

### Igrzyska Olimpijskie w Tokio 2020
Kwalifikacje na Igrzyska Olimpijskie w Tokio wywalczył w 2019 roku na Mistrzostwach Świata w Nur-Sułtanie. Na czas przygotowań olimpijskich jego sparingpartnerem był Gerard Kurniczak. W Tokio wystartował w kategorii do 97 kilogramów w stylu klasycznym, w 1/8 finału pokonał Tunezyjczyka Hajkala al-Aszuriego (10:0), a następnie w 1/4 finału pokonał Amerykanina Tracy’ego Hancocka (4:3). W półfinale przegrał (1:7) z Musą Jewłojewem, ale uzyskał szansę walki o brązowy medal. W walce o 3 miejsce pokonał Węgra Aleksa Gergo Szőke, osiągając dziewięciopunktową przewagę i zdobywając brązowy medal Igrzysk Olimpijskich.

### Zawody międzynarodowe
| Rok  | Impreza                             | Miejsce    | Kategoria              | Lokata                               | Źródło |
| ---- | ----------------------------------- | ---------- | ---------------------- | ------------------------------------ | ------ |
| 2014 | Mistrzostwa Europy w Zapasach 2014  | Vantaa     | styl klasyczny – 80 kg | 17. miejsce                          | [ 15 ] |
| 2014 | Akademickie Mistrzostwa Świata 2014 | Pecs       | styl klasyczny – 85 kg | 3. miejsce                           | [ 15 ] |
| 2014 | Mistrzostwa Świata w Zapasach 2014  | Vantaa     | styl klasyczny – 80 kg | 5. miejsce                           | [ 15 ] |
| 2016 | Mistrzostwa Europy w Zapasach 2016  | Ryga       | styl klasyczny – 85 kg | 3. miejsce                           | [ 16 ] |
| 2017 | Mistrzostwa Europy w Zapasach 2017  | Nowy Sad   | styl klasyczny – 85 kg | 12. miejsce                          | [ 15 ] |
| 2017 | Mistrzostwa Świata w Zapasach 2017  | Paryż      | styl klasyczny – 85 kg | 18. miejsce                          | [ 15 ] |
| 2018 | Mistrzostwa Europy w Zapasach 2018  | Kaspijsk   | styl klasyczny – 87 kg | 9. miejsce                           | [ 15 ] |
| 2018 | Mistrzostwa Świata w Zapasach 2018  | Budapeszt  | styl klasyczny – 87 kg | 16. miejsce                          | [ 15 ] |
| 2019 | Mistrzostwa Europy w Zapasach 2019  | Bukareszt  | styl klasyczny – 87 kg | 13. miejsce                          | [ 17 ] |
| 2019 | Mistrzostwa Świata w Zapasach 2019  | Nur-Sułtan | styl klasyczny – 97 kg | 5. miejsce (kwalifikacja na IO 2020) | [ 18 ] |
| 2020 | Mistrzostwa Europy w Zapasach 2020  | Rzym       | styl klasyczny – 97 kg | 7. miejsce                           | [ 15 ] |
| 2021 | Mistrzostwa Europy w Zapasach 2021  | Warszawa   | styl klasyczny – 97 kg | 12. miejsce                          | [ 15 ] |
| 2021 | Igrzyska olimpijskie                | Tokio      | styl klasyczny – 97 kg | 3. miejsce                           | [ 6 ]  |

### Zawody krajowe
| Rok  | Impreza                                         | Miejsce              | Kategoria              | Lokata     | Źródło |
| ---- | ----------------------------------------------- | -------------------- | ---------------------- | ---------- | ------ |
| 2009 | Indywidualne Mistrzostwa Polski w Zapasach 2009 | Dębica               | styl klasyczny – 74 kg | 3. miejsce | [ 19 ] |
| 2011 | Indywidualne Mistrzostwa Polski w Zapasach 2011 | Piotrków Trybunalski | styl klasyczny – 84 kg | 3. miejsce | [ 20 ] |
| 2012 | Indywidualne Mistrzostwa Polski w Zapasach 2012 | Radom                | styl klasyczny – 84 kg | 1. miejsce | [ 21 ] |
| 2013 | Indywidualne Mistrzostwa Polski w Zapasach 2013 | Kostrzyn             | styl klasyczny – 84 kg | 3. miejsce | [ 22 ] |
| 2014 | Indywidualne Mistrzostwa Polski w Zapasach 2014 | Solec Kujawski       | styl klasyczny – 80 kg | 1. miejsce | [ 23 ] |
| 2015 | Indywidualne Mistrzostwa Polski w Zapasach 2015 | Zgierz               | styl klasyczny – 85 kg | 2. miejsce | [ 24 ] |
| 2016 | Indywidualne Mistrzostwa Polski w Zapasach 2016 | Zgierz               | styl klasyczny – 85 kg | 1. miejsce | [ 25 ] |
| 2017 | Indywidualne Mistrzostwa Polski w Zapasach 2017 | Racibórz             | styl klasyczny – 85 kg | 1. miejsce | [ 26 ] |
| 2018 | Indywidualne Mistrzostwa Polski w Zapasach 2018 | Radom                | styl klasyczny – 87 kg | 3. miejsce | [ 27 ] |
| 2019 | Indywidualne Mistrzostwa Polski w Zapasach 2019 | Kartuzy              | styl klasyczny – 87 kg | 2. miejsce | [ 28 ] |
| 2020 | Indywidualne Mistrzostwa Polski w Zapasach 2020 | Radom                | styl klasyczny – 97 kg | 1. miejsce | [ 29 ] |

## Życie prywatne
Jego siostra Monika Michalik jest również zapaśniczką oraz brązową medalistką Letnich Igrzysk Olimpijskich w Rio de Janeiro 2016 w kategorii 63 kg w stylu wolnym. Oprócz niej ma także dwie siostry i pięciu braci. W sierpniu 2021 wziął ślub z Pauliną Trawińską.

## Odznaczenia
- Krzyż Kawalerski Orderu Odrodzenia Polski – 2021[30][31].